# Kasteel van Brancion

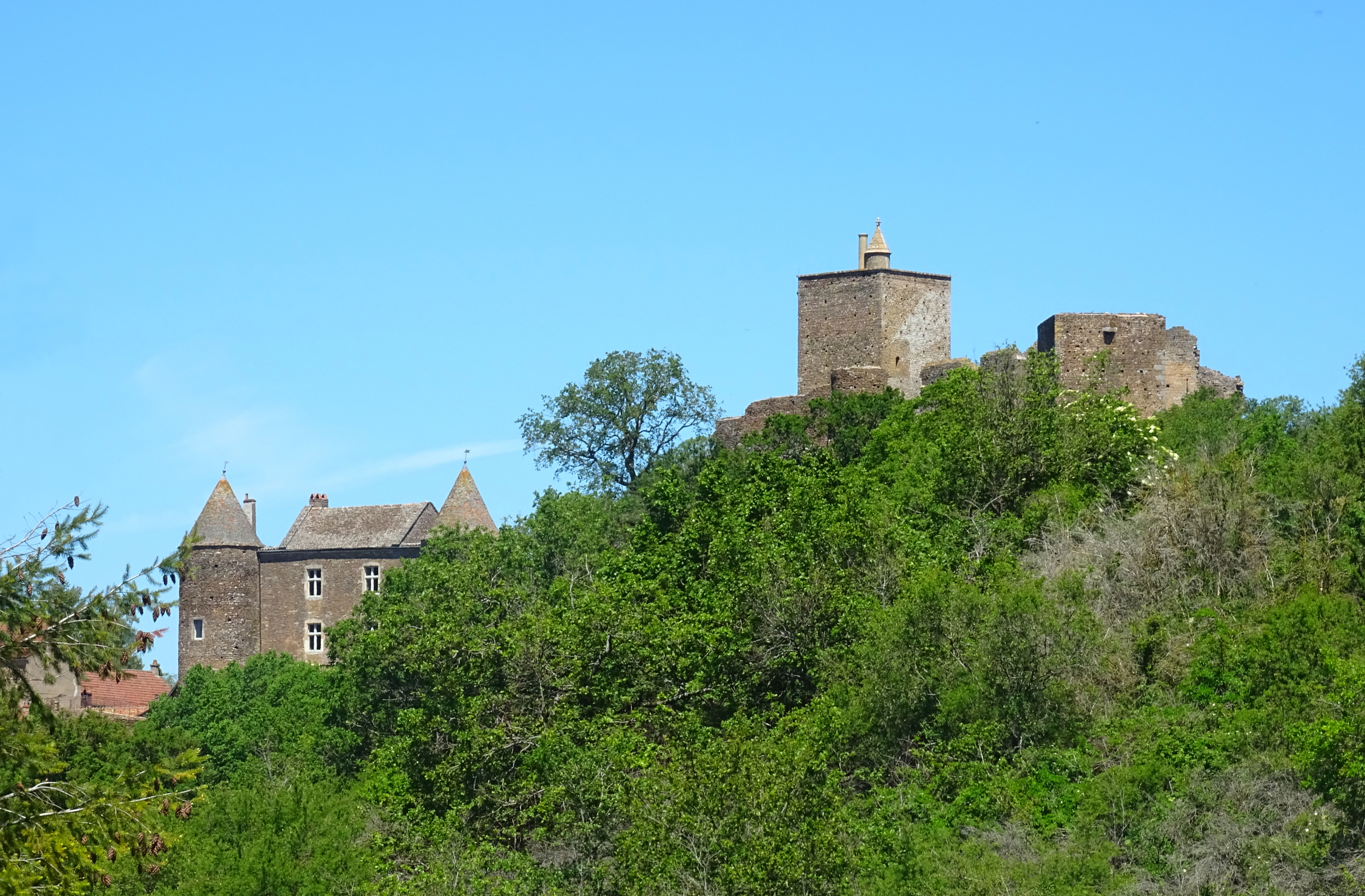

Kasteel van Brancion is een kasteel uit de 12e eeuw, gelegen nabij de Franse stad Martailly-lès-Brancion. Het is sinds 1977 geclassificeerd als historisch monument.